# Гепатопротектори
Гепатопротектори (грец. hepar — печінка + лат. protector — захисник) — лікарські препарати, які підвищують стійкість печінки до впливу патологічних факторів та відновлюють її функції при різних пошкодженнях.
Гепатопротектори класифікують на: препарати рослинного і тваринного походження; препарати, які містять амінокислоти і есенціальні фосфоліпіди; препарати синтетичного походження і гомеопатичні (останні не мають справжньої лікувальної дії).
Найчастіше застосовують препарати на основі плодів Розторопші плямистої.